# Кам'янець-Подільська ГЕС
Кам'янець-Подільська ГЕС — мала гідроелектростанція у місті Кам'янець-Подільський на річці Смотрич.

## Історія

### Передумови
В 1911 р. в місті вперше в регіоні почались дискусії з приводу виділення ділянки для побудови електростанції. У квітні 1912 р. міська влада підписала договір з купцем Самуїлом Райсом та іншими підприємцями, а вже за місяць був закладений фундамент під неї. У вересні того ж року на багатьох вулицях міста були встановлені стовби на яких були натягнуті електричні лінії. Проте дані обсяги споживання були невеликими, через що підрядчики відкладали запуск. Замість запланованого запуску 15 жовтня, він був перенесений на 15 листопада, і врешті 15 грудня 1912 р. електроенергія була подана на Новий План, а з 22 грудня на інші дільниці міста. Під час запуску через сплетіння проводів трапилось замикання яке призвело до пожежі на електростанції, проте наслідки невдовзі були ліквідовані.

### Гідроелектростанція
Будівництво сучасної Кам'янець-Подільської гідроелектростанції була розпочато в рамках державної програми електрифікації 18 травня 1930 р. під керівництвом головного інженера Євгена Затонського в міській дільниці Карвасари. При розчистці території під майбутню ГЕС були знесені декілька житлових будинків та дві синагоги. Роботу розпочала 1935 р.
В березні 1944 р. ГЕС підірвали відступаючі німецькі частини. Після відновлення функціонувала за призначенням до 1964 р. З того часу і до 2004 р. знаходилась в орендному користуванні приладобудівного заводу який використовував її під складські приміщення. Після того будівля була придбана на аукціоні приватним підприємством «Маяк», яке відновило функціонування гідроелектростанції за призначенням, але також переобладнало деякі приміщення під недорогі готельні номери. Станом на 2024 рік гідроелектростанцією володіє ТОВ «ГК Енергоперспектива».

## Архітектура
Головна будівля ГЕС буда побудована з білої цегли. Периметр будівлі асиметричний, розділений ризалітом сходового маршу центрального ходу на дві частини. Різнорівневість деяких його частин підкреслена прямокутником декоративного фронтону і двосхилим дахом.
В 1984 р. визнана як пам'ятка архітектури місцевого значення. Охоронний номер 6-ХМ.